# Trypogeus coarctacus
Trypogeus coarctacus (лат.) — вид жуков-усачей рода Trypogeus из подсемейства Dorcasominae. Юго-Восточная Азия: Индонезия (Суматра).

## Описание
Среднего размера жуки-усачи (длина 10—17 мм, ширина в плечах до 4 мм), желтовато-коричневого цвета, самцы более тёмные и коричневые. Голова коричневая, за исключением верхней части, которая желтоватая. Усики самцов полностью коричневые, за исключением последнего антенномера, который желтый; у самок скапус желтоватый, антенномеры 3-8 коричневые, остальные 9-11 жёлтые. Ноги самцов коричневые, за исключением бёдер, которые в основном жёлтые. Ноги у самок полностью желтоватые. Переднеспинка у самцов коричневая с желтоватой областью диска, у самок почти полностью желтоватая. Надкрылья полностью коричневые, за исключением более жёлтого базального поля, у самок немного светлее. Вид был впервые описан в 2006 году, а его валидный статус был подтверждён в ходе ревизии, проведённой в 2015 году испанским энтомологом Эдуардом Вивесом (Eduard Vives, Museu de Ciuències Naturals de Barcelona, Террасса, Испания).